# Ochthoeca leucophrys
El pitajo gris (en Chile y Argentina) (Ochthoeca leucophrys), también denominado pitajo cejiblanco (en Ecuador) o pitajo de ceja blanca (en Perú), es una especie de ave paseriforme de la familia Tyrannidae perteneciente al género Ochthoeca. Es nativo de regiones andinas del oeste de América del Sur.

## Distribución y hábitat
Se distribuye en el extremo sur de Ecuador y norte de Perú, y desde el centro norte de Perú hacia el sur a lo largo de altiplanos andinos, por Bolivia, hasta el norte de Chile y noroeste de Argentina.
Esta especie es considerada rara y local en el sur de Ecuador y bastante común desde el norte de Perú hacia el sur, en sus hábitats naturales: los matorrales y parches de bosque montanos y setos en áreas de cultivo, principalmente en altitudes entre 2000 y 3500 m, en Perú desde el nivel del mar hasta los 4000 m. De todos los pitajos Ochthoeca y Silvicultrix es el que ocupa terrenos más áridos.

## Sistemática

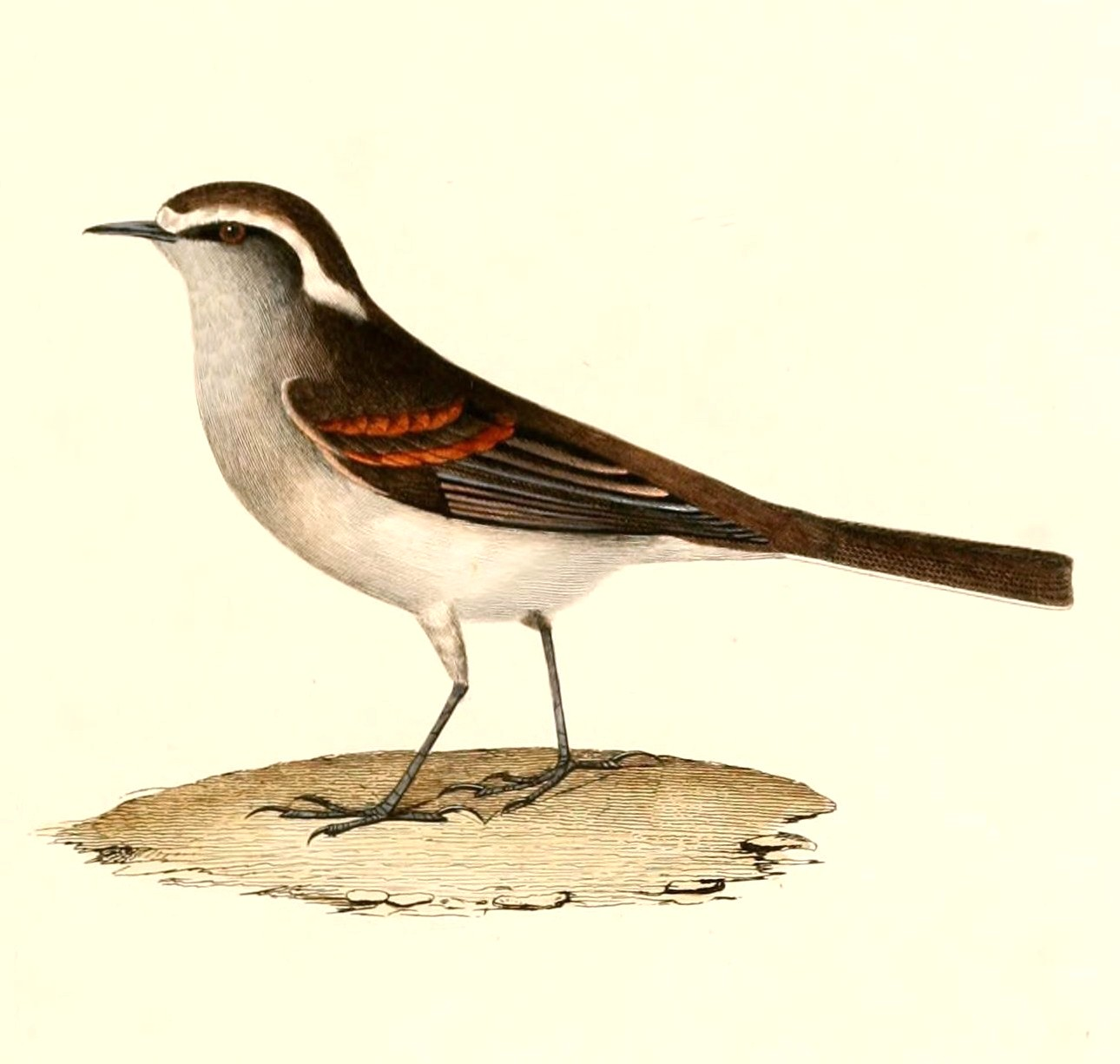
Fluvicola leucophrys, ilustración en d'Orbigny Voyage dans l'Amérique Méridionale, 1847.

### Descripción original
La especie O. leucophrys fue descrita por primera vez por los naturalistaa franceses Alcide d'Orbigny y Frédéric de Lafresnaye en 1837 bajo el nombre científico Fluvicola leucophrys; su localidad tipo es: «Sicasica, Bolivia».

### Etimología
El nombre genérico femenino «Ochthoeca» se compone de las palabras del griego «okhthos» que significa ‘montículo’, ‘colina’ y «oikeō» que significa ‘habitar’; y el nombre de la especie «leucophrys», se compone de las palabras del griego «leukos» que significa ‘blanco’ y «ophrus» que significa ‘ceja’.

### Taxonomía
La subespecie urubambae sería mejor si sinonimizada con la subespecie interior.

### Subespecies
Según las clasificaciones del Congreso Ornitológico Internacional (IOC) y Clements Checklist/eBird se reconocen seis subespecies, con su correspondiente distribución geográfica:
- Ochthoeca leucophrys dissors J.T. Zimmer, 1940 – extremo sur de Ecuador (sur de Azuay, norte de Loja) y norte de Perú (alto valle del Marañón).
- Ochthoeca leucophrys interior J.T. Zimmer, 1930 – altiplano del centro de Perú (Huánuco, Pasco).
- Ochthoeca leucophrys urubambae J.T. Zimmer, 1937 – altiplano del centro y sur de Perú (Junín al sur hasta el noreste de Ayacucho y Cuzco).
- Ochthoeca leucophrys leucometopa P.L. Sclater & Salvin, 1877 – oeste de Perú (Áncash) al sur hasta el norte de Chile (Arica).
- Ochthoeca leucophrys leucophrys (Orbigny & Lafresnaye), 1837 – altiplano boliviano.
- Ochthoeca leucophrys tucumana Berlepsch, 1906 – altiplanos del noroeste de Argentina (desde Jujuy y Salta al sur hasta San Juan).